# Yu Bong-hyeong
Yu Bong-hyeong (유봉형?; 10 luglio 1970) è un ex schermidore sudcoreano, vincitore di una medaglia di bronzo ai campionati mondiali di scherma.